# スヴァールバル世界種子貯蔵庫

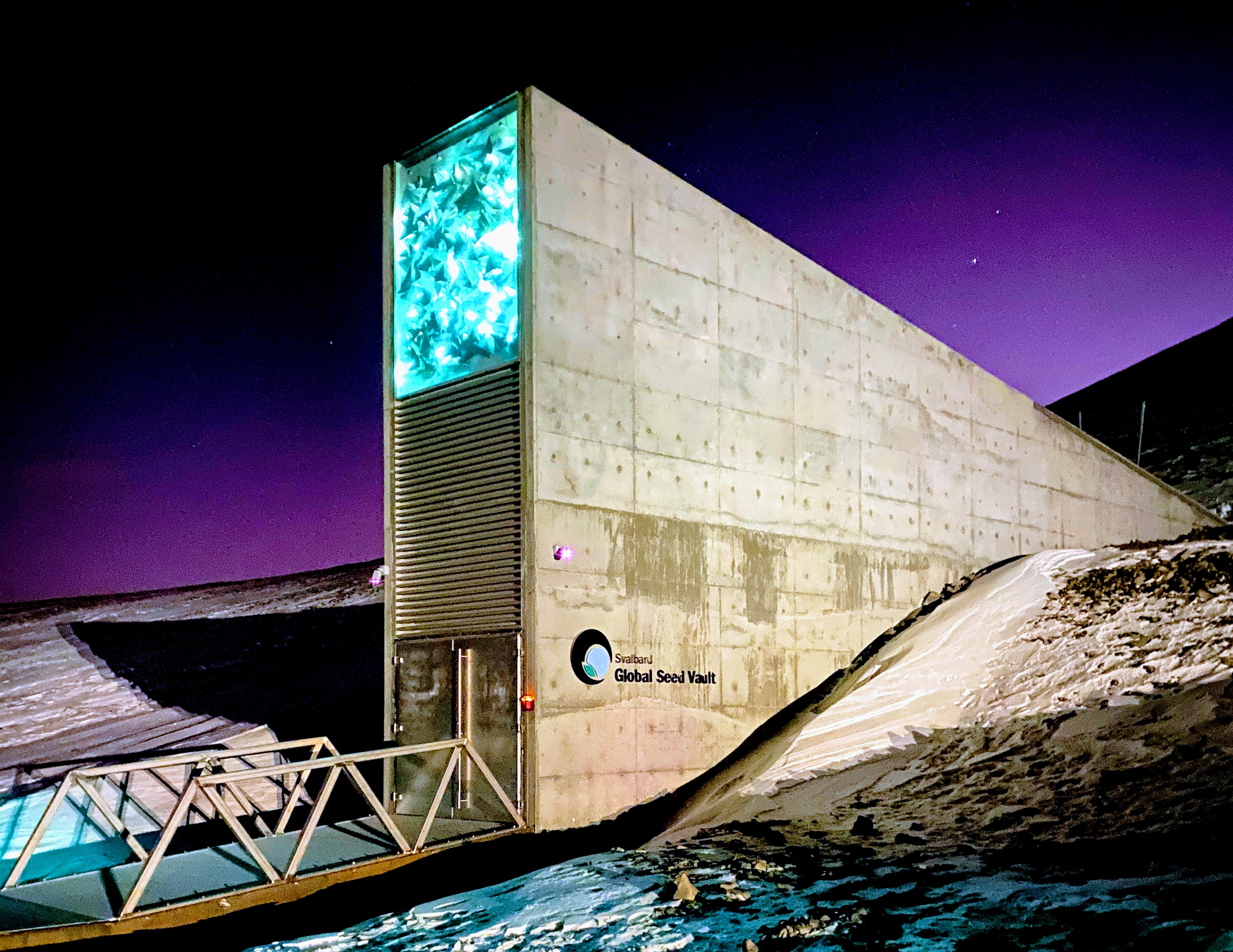
貯蔵庫の出入口

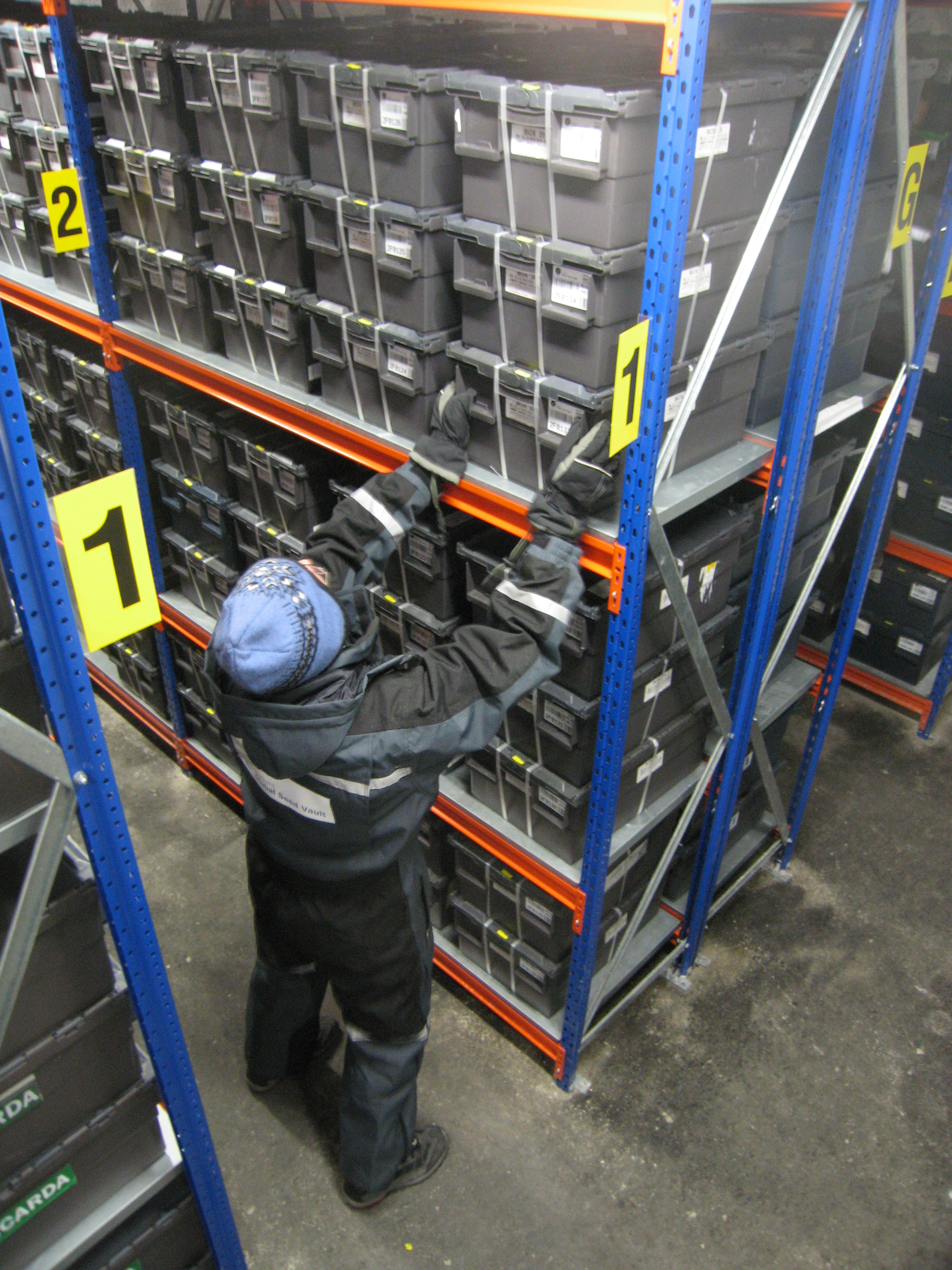
貯蔵庫内部の様子

スヴァールバル世界種子貯蔵庫（スヴァールバルせかいしゅしちょぞうこ、Svalbard Global Seed Vault）は、ノルウェー領スヴァールバル諸島最大の島であるスピッツベルゲン島に位置する種子銀行である。現代版「ノアの箱舟」とも称する。正式名称は「あらゆる危機に耐えうるように設計された終末の日に備える北極種子貯蔵庫」。

## 概要
ベント・スコウマン (en:Bent_Skovmand) が提唱し、2008年2月26日、ビル・ゲイツ主導のもと、地球上の種子を冷凍保存する世界最大の施設がスピッツベルゲン島の中心地・ロングイェールビーン近郊にて操業開始した。
施設の趣旨は、今後さまざまに予想される大規模で深刻な気候変動や自然災害、（植物の）病気の蔓延、核戦争等に備えて農作物種の絶滅を防ぐとともに、世界各地での地域的絶滅があった際には栽培再開の機会を提供することである。

### 地球温暖化の影響
永久凍土層に築いた地下貯蔵庫は当初設計により最大300万種の種子の保存を前提にし、人工的に温度をマイナス18～20°Cに保つ。万が一、冷却装置が故障した場合にもマイナス4 °Cを維持できる環境に置かれている。また、地球温暖化が進んで海水面の上昇が起こった場合にも影響を受けることの無いよう、貯蔵庫は海抜約130mの岩盤内部約120mの地点に設けられた。ただし、地球温暖化が想定外のスピードで進んだ影響で意外にもろすぎることが明らかになった。そのため、緊急の工事が行われている。
ノルウェー政府はこれを「種子の箱舟計画」と称し、100ヵ国以上の国々の支援を受けて具体化した。なお、今後の運営は2004年に設立された独立国際機関グローバル作物多様性トラスト（GCDT Crop Trust (Global Crop Diversity Trust）によって行われる。

### 評価と課題
コミュニティ単位の種子貯蔵を進める民間団体から、冷凍保存しても生育環境が変わると作物の収穫ができるか不確実であること、また国連環境開発会議（UNCED）(リオデジャネイロ会議) と生物多様性条約（CBD）の認めたとおり、農業者が種子を入手できない遺伝子銀行の限界が未解決である点、大規模停電に備えた施設の脆弱性評価など不確実性の指摘がある。
タイム誌は2008年の発明ベスト50の6位にスヴァールバル世界種子貯蔵庫をランク付けしている。
2009年2月26日に開設1周年を迎え、記念式典で日本人彫刻家・田辺光彰よりイネの原種の籾 (もみ) をかたどった鋳造彫刻「THE SEED 2009 - MOMI IN SITU CONSERVATION」が寄贈された。
運用2年を経た2010年に保存種子は50万種に達した。目標は450万種に改訂され、1品種当たり平均500粒を保存するという。発芽率を維持するため、20年毎に種子を入れ替える。
2018年、開設から10年を迎え、持ち込まれた種子は100万種を超えた。

## 関連資料
代表執筆者の姓の50音順
- 石毛光雄「種子を制するものは世界を制す (21世紀の農業<特集>)」『Aff』第26巻第3号、農林統計協会、1995年、26-28頁。ISSN 0387-1452、NAID 40004696655。
- 蔵前仁一、金子貴一、鎌倉文也、山本高樹「第1章　立入禁止エリア（スバールバル世界種子貯蔵庫（ノルウェー）；ボディ・ファーム（アメリカ）ほか）」『世界の辺境案内 : 観光ガイドではたどりつけない!? "世界の果て"の歩き方』、洋泉社、2015年。ISBN 9784800307002。